# پراسپکت (کنتاکی)
پراسپکت (به انگلیسی: Prospect) شهری در ایالت کنتاکی کشور ایالات متحده آمریکا است که جمعیت آن در سرشماری سال ۲۰۱۰ میلادی، ۴٬۶۹۸ نفر بوده‌است.